# Tourneppe
Tourneppe, (Dworp en néerlandais) est une section de la commune belge de Beersel située en Région flamande dans la province du Brabant flamand. C'était une commune à part entière avant la fusion des communes de 1977.

## Démographie

### Évolution démographique
- Sources : INS, Rem. : 1831 jusqu'en 1970 = recensements, 1976 = nombre d'habitants au 31 décembre[4].
- 1930: Scission de Lot en 1927

## Monuments
- Château de Tourneppe datant en partie de 1650 et en partie 1878
- Ancienne maison communale
- Pilori de 1650
- Gildenhuis, ou maison des gildes, datant de 1516
- Château Gravenhof datant de 1649

## Galerie

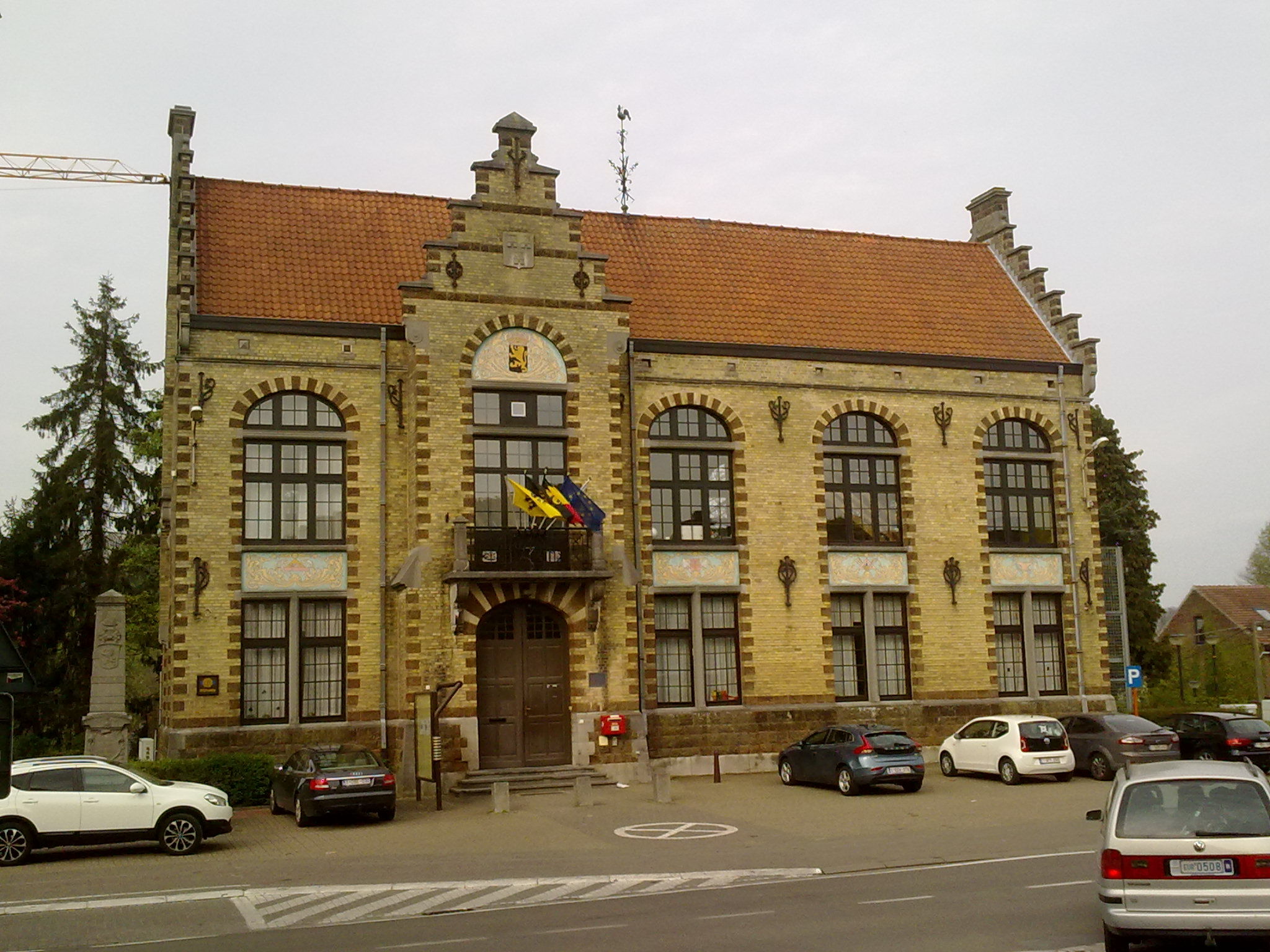
Ancienne maison communale de Tourneppe
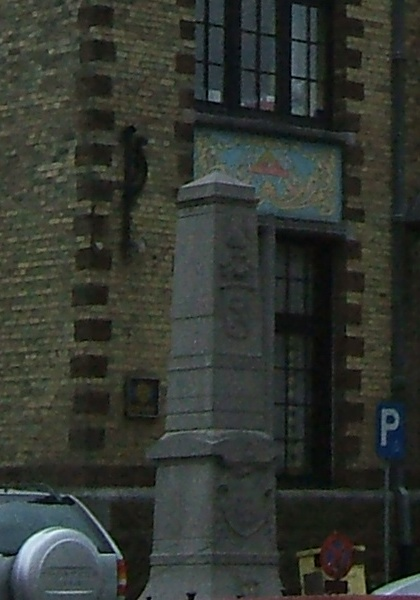
Monument commémorant la guerre
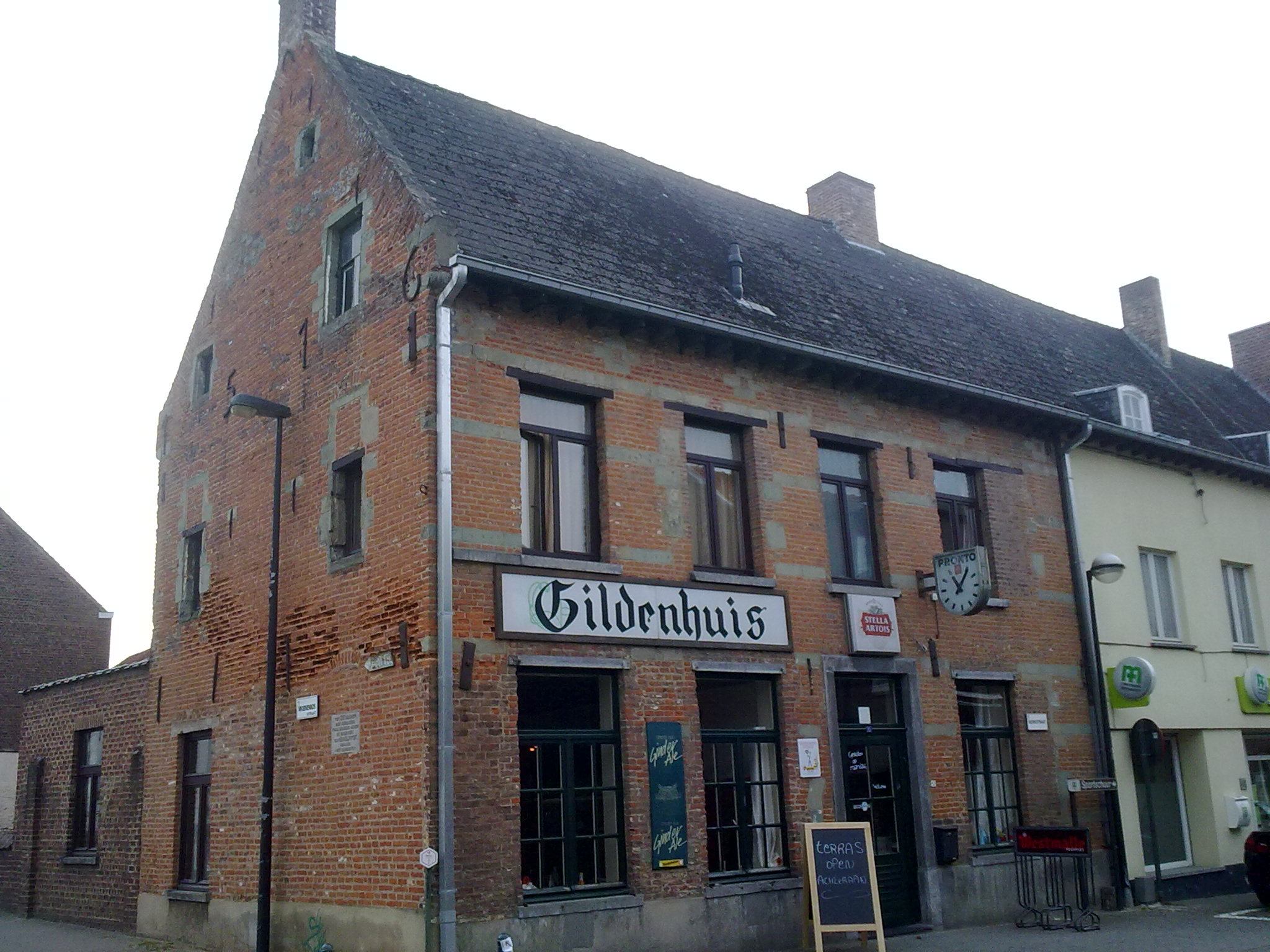
Gildenhuis
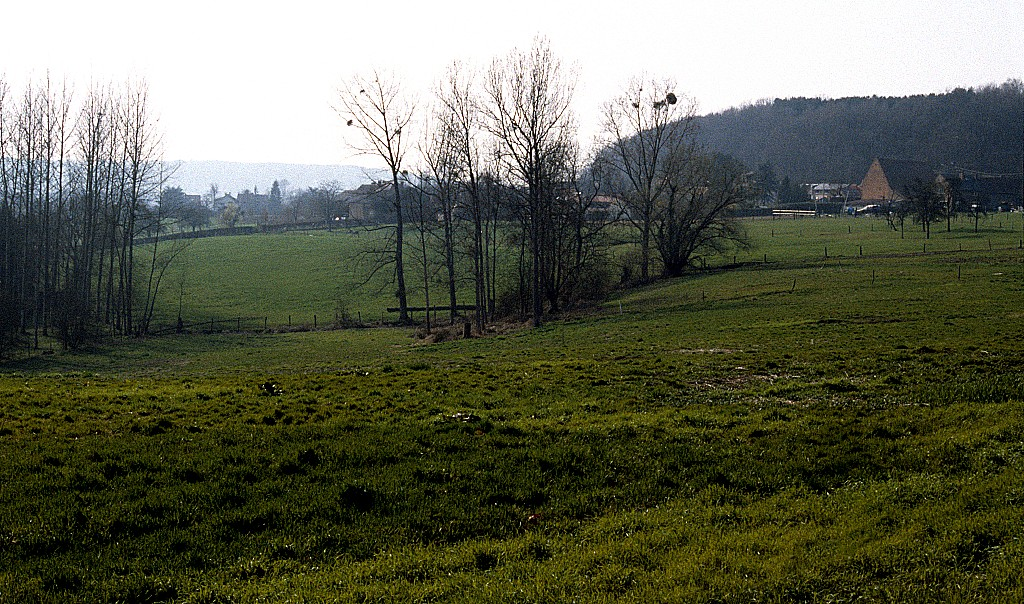
Campagne environante
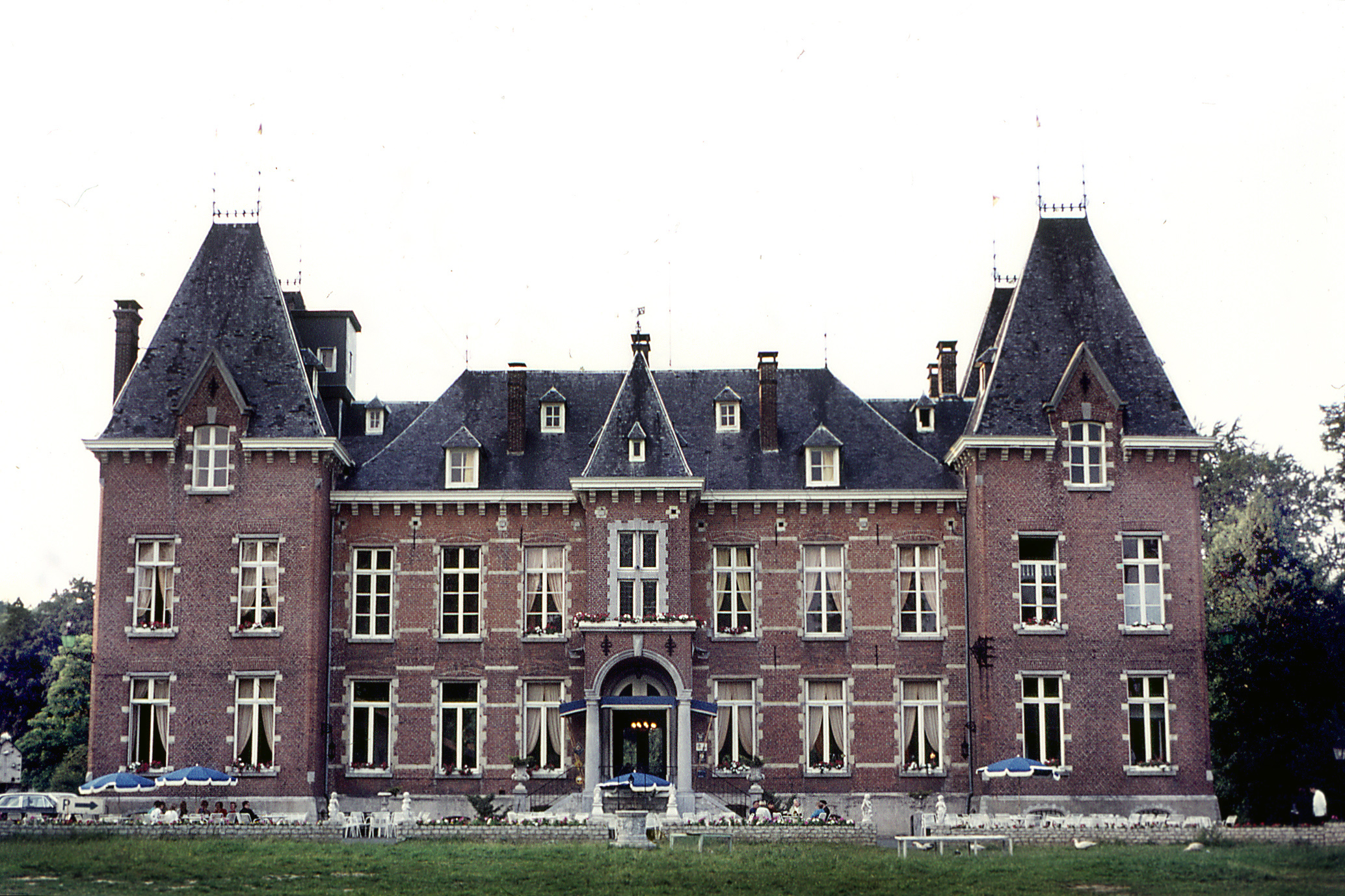
Château Gravenhof

## Personnalité
Auguste Garrebeek (1912-1973), coureur cycliste, médaillé olympique en 1936, est né à Tourneppe.

## Bourgmestres
- Raymond Cornet d'Elzius de Peissant : bourgmestre en 1893